# Kujbyševskij rajon (Oblast' di Rostov)
Il Kujbyševskij rajon (in russo Куйбышевский район?) è un rajon dell'oblast' di Rostov, nella Russia europea; istituito nel 1923, ha come capoluogo Kujbyševo e una popolazione di circa 15.000 abitanti.